# Matthew Butler
Matthew Butler (Greenville, 1836. március 8. –‎ Columbia, 1909. április 14.) az Amerikai Egyesült Államok szenátora (Dél-Karolina, 1877–1895).